# Чечи (Потенца)
Чечи (итал. Cecci) је насеље у Италији у округу Потенца, региону Базиликата.
Према процени из 2011. у насељу је живело 79 становника. Насеље се налази на надморској висини од 574 м.